# Los Angeles Angels
Los Angeles Angels (en español, Ángeles de Los Ángeles) son un equipo profesional de béisbol de los Estados Unidos con sede en el Gran Los Ángeles, California. Compiten en la División Oeste de la Liga Americana (AL) de las Grandes Ligas de Béisbol (MLB) y disputan sus partidos como locales en el Angel Stadium, ubicado en la ciudad californiana de Anaheim.
El equipo fue fundado en 1961 por Gene Autry como uno de los dos primeros equipos de expansión de la MLB. Estuvo basado en Los Ángeles hasta su traslado a Anaheim en 1966. Debido a este cambio, la franquicia fue conocida como California Angels de 1965 a 1996 y como Anaheim Angels de 1997 a 2004. En 2005, se volvió a añadir "Los Ángeles" al nombre, pero debido a un acuerdo de arrendamiento con Anaheim que requería que el nombre de la ciudad también apareciera, la franquicia fue conocida como Los Angeles Angels of Anaheim hasta 2015. El nombre actual, Los Angeles Angels, se adoptó en la temporada siguiente. Hasta 2024, los Angels tienen un récord de victorias y derrotas de 5,021–5,115–3 (.495). Fueron el primer equipo de expansión en alcanzar las 5,000 victorias totales, logrando este hito en 2024.

## Historia

### 1961-1965: Fundación y primeros años
Los Angeles Angels fueron fundados en 1961 por la estrella de la música country y actor Gene Autry. El grupo inversor de Autry se hizo con los derechos de la nueva franquicia en diciembre de 1960 por 2,1 millones de dólares. El nombre Angels fue un tributo al extinto equipo Los Angeles Angels que jugó en la Pacific Coast League entre 1903 y 1957.
Los Angels jugaron como locales en el Wrigley Field de Los Ángeles durante su primera temporada de existencia. En 1962 se mudaron al recién construido Dodger Stadium, que compartieron con Los Angeles Dodgers durante cuatro campañas. El estadio fue conocido como Chavez Ravine Stadium cuando los Angels jugaban allí.
En septiembre de 1965, en plena temporada, el cambió de nombre a California Angels debido a su mudanza a un nuevo estadio en Anaheim de cara a la temporada de 1966.

### 1996-2002: La era Disney
Cuando la Compañía Walt Disney tomó el control del equipo en 1997, esto se hizo extensivo en la renovación del Anaheim Stadium, cuando fue renombrado Edison International Field of Anaheim. La Ciudad de Anaheim contribuyó con 30 millones de dólares de los 118 millones que se renegociaron para la renovación, recibiendo el estadio el nombre indistinto pero conteniendo la palabra "Anaheim". El equipo fue renombrado Anaheim Angels y fue subsidiario de Disney Sports Inc. (más tarde llamado Anaheim Sports, Inc.) Bajo la propiedad de Disney y bajo el mando del mánager Mike Scioscia, los Angels finalmente ganaron su primer campeonato de la Liga Americana y su primera Serie Mundial en el año 2002. 

### Venta del equipo
En el año 2003, la compañía Walt Disney vendió el equipo al señor Arturo "Arte" Moreno, originario de Arizona de ascendencia Mexicana, por más de $100 millones de dólares estadounidenses. Moreno trabajó en el sector de anuncios publicitarios por rótulos (Billboard Advertising) en inglés.

### Temporadas del 2004 al 2009
Antes de la temporada 2004, los Angels firman al lanzador Bartolo Colón, el lanzador Kelvim Escobar, y los jardineros José Guillén y Vladimir Guerrero y ganan su primer campeonato de la división oeste de la Liga Americana desde 1986. Se enfrentaron a los Boston Red Sox y fueron barridos en la serie divisional en tres juegos. En la temporada 2005, los Angels ganan su segundo campeonato de la división oeste de la Liga Americana. El lanzador Bartolo Colón recibió el premio Cy Young de la Liga Americana en ese año. La temporada 2006, fue la última temporada para Tim Salmon, pero también debuta el lanzador Jered Weaver, hermano menor de lanzador Jeff Weaver, después de tres temporadas en el sistema de Ligas Menores. Los Angels terminaron en el segundo lugar detrás de los Oakland Athletics por el campeonato de la división oeste de la Liga Americana. La temporada 2007, los Angels ganan el campeonato de la división oeste de la Liga Americana y fueron barridos por los Boston Red Sox en la serie divisional de la Liga Americana en tres juegos. La temporada 2008, los Angels ganan 100 juegos con marcas idénticas de 50 ganados y 31 perdidos jugando como local y como visitante. El lanzador Francisco Rodriguez salvó 62 juegos, una nueva marca en juegos salvados para una temporada y ganan su segundo campeonato de la división oeste de la Liga Americana y se enfrentan a los Boston Red Sox y pierden en cuatro juegos. La temporada 2009, los Angels inician la temporada cuando el lanzador abridor Nick Adenhart muere en un accidente de automóvil a la edad de 22 años a principios de Abril y ganan su tercer campeonato consecutivo de la división oeste de la Liga Americana. El la serie divisional, barren la serie en tres juegos a los Boston Red Sox y pierden ante los New York Yankees en la serie de campeonato de la Liga Americana en seis juegos. 

### 2011-presente: La era de Mike Trout

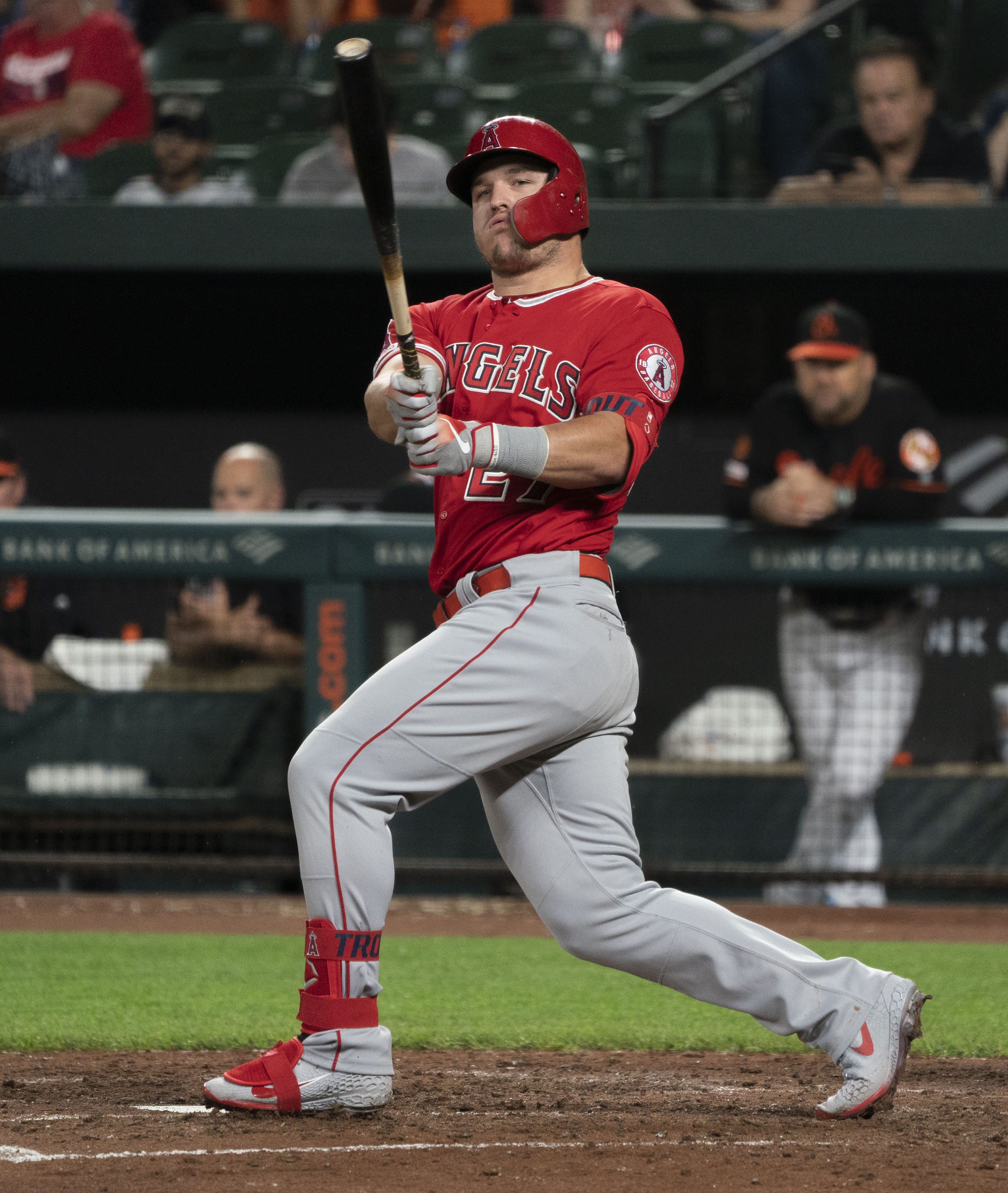
Mike Trout llegó a los Angels en 2011.

La temporada de 2014, comenzó con buenos augurios para los Ángeles de Los Angeles Anaheim, permaneciendo y manteniéndose en el segundo lugar hasta el mes de agosto, en que el líder divisional los Atléticos de Oakland, tuvieron rachas negativas favorecidas por un slump colectivo de bateo, así como de lesiones en jugadores claves. Esto favoreció a los Ángeles, que tuvieron rachas ganadoras, con lo cual a partir de mediados de agosto, llegaron al primer lugar, sitio en donde terminaron con récord de 98 juegos ganados y 64 perdidos, siendo el mejor equipo de la Liga Americana. Se enfrentaron al ganador del Wild Card de la Liga Americana: los Reales de Kansas City, equipo que en el papel, lucía más débil. Pero como sucede en todos los deportes, apareció la sorpresa: Los Ángeles perdieron los dos primeros juegos en Anaheim en extrainnings mediante jonrones disparados por Kansas City. El tercer juego se realizó en la casa de los Reales, siendo ganado en 9 entradas 9 carreras a 4 y con ello los Reales van a la serie de Campeonato de la Liga Americana contra los Orioles de Baltimore. El mejor equipo y con una nómina millonaria quedaba fuera.
La temporada 2019, inició cuando los Angels contrata al exdirigente de los Detroit Tigers, Brad Ausmus, que jugó 20 temporadas en las mayores como receptor, reemplazando a Mike Scioscia, que fue mánager por 19 temporadas (2000-18).

## Símbolos

### Logos y colores
Los Angeles Angels de Anaheim, han utilizado diez diferentes logos y tres diferentes combinaciones de colores a través de su historia. Sus primeros dos logos fueron un parque de béisbol con alas y un halo sobre el diamante de béisbol con las letras "L" y "A" una sobre otra en diferente estilo. Los colores originales del equipo fueron predominantemente azul con un rojo brillante. El esquema combinado de color tuvo un buen impacto por muchos años en la franquicia desde 1961 hasta 1996.
En 1966, después que el club se mudó a Anaheim, el equipo cambió su nombre de "Los Angeles Angels" a "California Angels", solo cambió el nombre, y el logo quedó igual. Durante los 31 años, fueron conocidos como "California Angels", manteniendo el equipo el mismo color pero su logo cambió seis veces durante este período. El primer logo bajo este nombre fue muy parecido al previo: "LA". La única diferencia fue el cambio de letras: "LA" fueron cambiadas a "CA". Desde 1971 hasta 1985, los Ángeles adoptaron un logo con la palabra "Angels" escrita sobre un dibujo del Estado de California. Entre los años 1971-1972 la "A" fue más pequeña, mientras que de 1973 a 1985, aumento de tamaño.
Fue en 1965, cuando el estadio estuvo terminado, que Bud Furillo (del Herald Examiner), mencionó como nombre ciego, "la Big "A", (La gran A), después que la letra A enorme, sobresalía por debajo del left-center field y llegaba hasta la pizarra de anotaciones. (Esta más tarde fue recolocada a la sección de estacionamiento vehicular, al sureste del estadio).
En 1986, los Angels adoptaron la "big A" en el tope del béisbol como su nuevo logo, con la sombra de California en la espalda. Después de "big A" que fue eliminada, los Angels regresaron a sus raíces y readoptaron las letras interpuestas "CA" logo con algunas diferencias. Los Angels utilizaron este logo de 1993 a 1996, durante el tiempo que "CA" tenía un tope de un círculo azul o carecía de él.
Después de la renovación del Anaheim Stadium y la administración de Walt Disney Company. Los Angels cambiaron su nombre al de "Anaheim Angels" con cambio de logo y el color del esquema. El primer logo bajo la compañía Disney, cambio el halo y tuvo algo parecido a un dibujo animado: "ANGELS" con un ala en la "A" con bates cruzados sobre el plato (home). Con este cambio, el color de los Angels, cambio a un azul oscuro. Después con un logo corriendo en forma de ala de 1997 a 2001, Disney cambio el logo de los Angels, regresando a "Big A" con un logo plateado sobre un diamante de béisbol de color azul oscuro. Con este cambio en el logo, los colores del equipo fueron cambiados en la forma siguiente: Rojo que predominaba sobre el azul oscuro y el blanco.
Cuando el equipo cambió de nombre de los "Anaheim Angels" a "Los Angeles Angels of Anaheim", el logo cambió solamente en algo: el nombre "ANAHEIM ANGELS" y el diamante de béisbol de color azul fue sustituido por la "big A".
Para la temporada 2011, como parte del 50° aniversario de la franquicia de los Angels, el halo sobre la "Big A" (Gran "A") cambió temporalmente de color: del plata al oro, dando tributo a los logos anteriores de los Ángeles. Los uniformes también reflejaron los cambios del halo dorado en esa temporada. Durante el 50° aniversario de la temporada, los jugadores mostraron uniformes de épocas diferentes cuando jugaban en casa, siendo el día viernes en que esto se realizaba. También luminarias del pasado durante las 50 temporadas anteriores, fueron invitados para lanzar la primera bola en cada juego en casa.
Un nuevo símbolo fue agregado al uniforme después de la temporada del 2012, en donde se presentaba un círculo de color rojo rodeando las palabras: "Angels Baseball" y el logo del club dentro y flanqueando el año 1961 en la mitad, que fue el año en que se estableció la franquicia de los Angels, en la Liga Americana.

### El rally del Mono
El Rally del Mono, es una mascota para los Ángeles la cual aparecía si los Ángeles estaban perdiendo el juego o si este estaba empatado durante el séptimo inning o más temprano dependiendo de la situación. El Rally del Mono apareció en la pizarra en varias películas de cultura pop como una referencia donde había sido editado e incluido.
El Rally del Mono nació en el año 2000 cuando la pizarra mostró un clip de Ace Ventura: Pet Detective (As Ventura: detective de mascotas), después de que los Ángeles hicieron un rally y ganaron el juego. Este clip fue muy popular para el equipo, que contrataron a Katie, un mono con cabello blanco capuchino, una estrella original para los juegos. Cuando se vían los brincos que daba en la House of Pain (La Casa del Dolor), cantaba "Jump Around" dando abrazos y haciendo signos diciendo "RALLY TIME" (Tiempo del Rally).
El rally del Mono, vino y llamó la atención a nivel nacional y en lo amplio del mundo, cuando los Ángeles aparecieron en la Serie Mundial del 2002 contra los Gigantes de San Francisco. En el sexto inning, los Ángeles jugaban en casa, pero la Serie Mundial estaba 3-2 y estaban cerca de la eliminación. Estaban abajo 5-0 cuando el juego inició el cierre de la séptima entrada apareciendo el rally del mono sostenido por los fanáticos, anotando los Ángeles seis carreras sin respuesta en los dos innings siguientes, ganando el juego y teniendo el mejor momento de la Serie lo cual le sirvió como estímulo para el juego número 7 de la Serie Mundial, el cual ganarían. Desde el 2007 al 2009, los Ángeles no han llegado a la postemporada en esos años, por lo tanto, no ha existido la popularidad del rally del mono.

## Estadio

### Antiguos terrenos de juego
- Wrigley Field (1961).
- Dodger Stadium (1962-1965).

### Angel Stadium

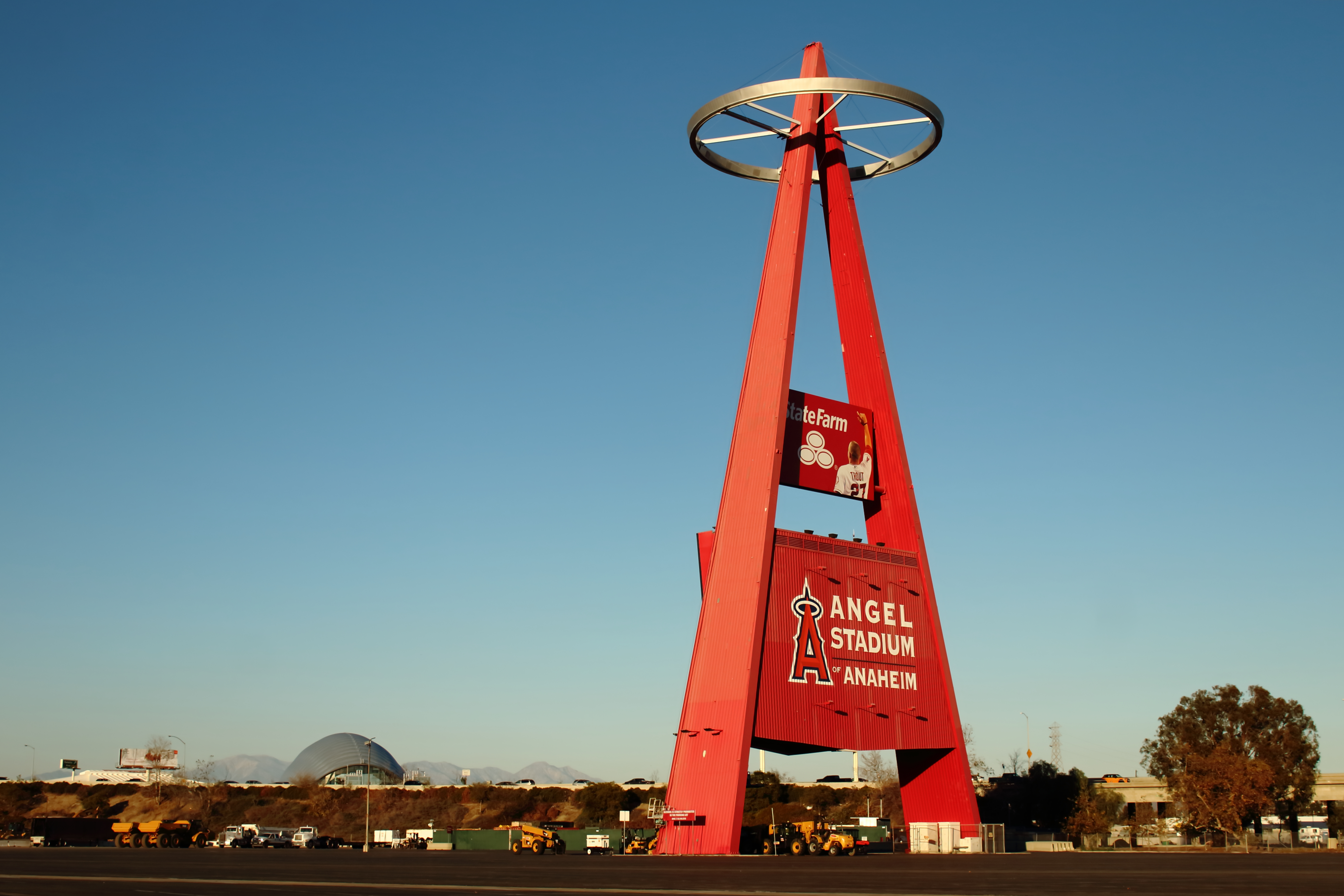
Estadio de Anaheim, California, Estados Unidos.

El Anaheim Stadium es la casa de los Angels desde 1966. El estadio fue inaugurado el 9 de abril de 1966. El primer partido de la franquicia en la Liga Americana fue el 19 de abril de 1965 contra las Medias Blancas de Chicago. Los Angels de Los Ángeles jugaron en Wrigley Field, ubicado en el Sur de Los Ángeles en 1961 y en Chávez Ravine (Dodger Stadium) desde 1962-1965.
El Anaheim Stadium original sentó a 43,204 personas (después 43,250). El estadio experimentó construcción en 1979-1980 para asientos adicionales para acomodar a los Rams de Los Ángeles del NFL. Sobre la terminación en 1981, el estadio tuvo 65,158 asientos (después 64,593) para el béisbol. Los Rams se fueron de Anaheim para San Luis, Missouri en 1995. El nuevo Angel Stadium of Anaheim tiene una capacidad de asientos de aproximadamente 45,050 para los Angels. 
Las renovaciones al Anaheim Stadium comenzaron el 1º de octubre del 1996, volviendo la estructura de 30 años a una instalación de solamente béisbol. El nombre nuevo del estadio renovado fue anunciado el 15 de septiembre del 1997: Edison International Field of Anaheim, pero el 29 de diciembre de 2003 los Angels anunciaron que el estadio iba ser nombrado de nuevo Angel Stadium of Anaheim. El precio total de la renovación del estadio fue estimado en $100 millones y el proyecto fue completado con tiempo para el Día Inaugural de los Angels de Anaheim, el 1º de abril de 1998.
Otros elementos excepcionales del nuevo Angel Stadium of Anaheim incluyen un bullpen con una terraza en el outfield, explanadas ampliadas, nuevos baños y áreas de concesión, una cabina de la prensa y de la transmisión modernizada, secciones de asientos orientadas para la familia (the Nestle Family Zone), suites de los más modernos al nivel del dogout y al nivel del equipo, el game pavilion (un área de juegos interactivos orientados para los jóvenes), y patios apaisados (con estatuas en recuerdo de Gene Autry, fundador del equipo y Michelle Carew, hija menor de miembro del Salón de la Fama, Rod Carew.)
En suma, el nuevo Angel Stadium of Anaheim incluye tres restaurantes de todos servicios: The Knot Hole Club (una barra de deportes colocada en el nivel del club por la línea del jardín derecho); The Diamond Club (un restaurante de categoría con asientos al aire libre en el nivel del terreno detrás del home plate); y el Home Plate Club (un restaurante cubierto en el nivel del equipo que tiene vista a la entrada principal del parque.)
Las siguientes organizaciones se comprometieron en llevar a cabo la transición del Anaheim Stadium a Angel Stadium of Anaheim: Walt Disney Imagineering, que sirvió como el gerente del diseño y construcción del Angel Stadium of Anaheim; HOK Shorts Facilities Group, que fueron responsables para el plan arquitectónico, diseño y renovación; y Turner Construction, que dirigió y prestó los servicios de construcción.
Angel Stadium fue escenario de los Juegos de Estrellas en los años 1967, 1989 y 2010 y del Clásico mundial de Béisbol en el año 2006.

## Jugadores

### Miembros del Salón de la Fama del Béisbol
- Rod Carew
- Vladimir Guerrero
- Reggie Jackson
- Frank Robinson
- Nolan Ryan
- Don Sutton
- Hoyt Wilhelm
- Dave Winfield

### Números retirados
| Jim Fregosi SS Retirado 1 de agosto de 1998 | Gene Autry Fundador Retirado 3 de octubre de 1982 | Rod Carew 1B Retirado 12 de agosto de 1986 | Nolan Ryan P Retirado 16 de agosto de 1992 | Jimmie Reese Coach Retirado 2 de agosto de 1995 | Jackie Robinson Toda la MLB Retirado 15 de abril de 1997 |

Existen números que no han sido suspendidos en forma oficial, pero no han aparecido recientemente en los uniformes del equipo. Estos son: El número 15 de Tim Salmón desde el año 2006 y el 34 que ha estado fuera de circulación desde el fallecimiento de Nick Adenhart, en el año 2009 en un accidente vial.

## Afición
Los Ángeles tuvieron una asistencia de 3 millones de fanáticos al estadio por 20 años y de 2 millones por 17 temporadas con un promedio de asistencia en cada juego en el 2010, 2011, 2012 y 2013, de 40 mil fanáticos en cada juego sin tomar en cuanta los años en que hubo playoffs. Tiene el segundo lugar en toda la Liga Americana de Béisbol, solo superados por los Yankees de Nueva York.

## Rivalidades
El equipo de Los Ángeles, han desarrollado muchas rivalidades deportivas tanto fuera como dentro de su división. Estas rivalidades incluyen:
- Boston Red Sox: La más importante rivalidad deportiva es con Boston Red Sox, favorecida por muchos eventos extraños, match en temporada regular y en los juegos de playoffs, incluyendo peleas, inning con rallies tardíos y malas relaciones. La rivalidad entre Red Sox y los Angels viene desde que la franquicia fue adquirida por su fundador Gene Autry como un nuevo equipo de expansión y cuando el dueño de las Red Sox era Tom Yawkey. Y es debido a que el equipo de Autry, que era de expansión le ganó más juegos a los Red Sox. En 1964, el pitcher de los Angels, Bob Lee sufrió la fractura de la mano que lo dejó fuera de la temporada, cuando se dio de golpes con un fanático de los Medias Rojas. Esta lesión le costó el título de carreras limpias. En 1965, la primera de muchas peleas entre ambos clubes ocurrió cuando los pitchers Dean Chance y Dave Morehead intercambiaron jugadores golpeados con los lanzamientos, lo que originó que cerca de 50 hombres saltaran al campo por vaciarse los bullpens del Dodger Stadium. El 17 de agosto de 1967, el centerfield estelar de los Red Sox, Tony Conigliaro fue lastimado en el ojo por un pasbol de Jack Hamilton, dando problemas en la visión, que originaron que se perdiera el final del mes y la mitad de la temporada ganadora de los Red Sox y hasta bien entrada la nueva temporada y finalmente él tuvo que retirarse en forma temprana por una lesión que nunca se curó.

El más famoso colapso de los Ángeles fue contra los Red Sox en el playoff de 1986. Los Ángeles iban ganando a los Red Sox 3-1 en la serie y ganaban por tres carreras y en cuenta de dos outs en el noveno inning y con dos strikes sobre el bateador, cuando el pitcher Donnie Moore recibió un jonrón de tres carreras y los Red Sox ganaron el juego y los siguientes dos para ganar la serie. Los Red Sox siguieron embalados hasta la Serie Mundial la cual perderían con New York Mets, con el infame incidente de "Buckner". Tres años después, una tragedia personal con el pitcher de los Angels Donnie Moore el cual se suicidó. Ya presentaba fuertes episodios depresivos que no fueron superados a pesar de los tratamientos y terapias recibidas. El decía que no "tuvo strike" para ese juego.
En las series divisionales de la Liga Americana del 2004, 2007, y 2008, los Angels perdieron en las tres series ante los Red Sox y en la serie divisional del 2009, los Angels barrieron la serie ante los Red Sox, 3 juegos a 0.
- Texas Rangers: La rivalidad de los Rangers y los Angels se ha ido desarrollando por el dominio de la división entre estos dos equipos, y también recientemente en los últimos años, por la animosidad entre ambos equipos debido a jugadores que han jugado con el rival de la división. Jugadores de los Angels como Mike Napoli, Darren Oliver, Vladimir Guerrero y jugadores de Texas, como C.J. Wilson y Josh Hamilton son todos, adquisiciones hechas por los dos rivales de la división. En el año 2012, el pitcher inicialista de Texas, C.J. Wilson le hizo una broma al jugador Mike Napoli a través de su teléfono celular, causando que Napoli intercambiara palabras con Wilson. Los dogouts se vaciaron cuando Adam Kennedy y el pitcher de los Rangers Gerald Laird tiraron lanzamientos a los bateadores lo que originó múltiples pequeñas peleas entre los dos equipos en el pasado.

Los dos equipos tienen cada uno un juego perfecto uno contra el otro: Mike Witt en 1984 en Arlington Stadium por los Angels y Kenny Rogers en 1994 por los Rangers, en The Ballpark en Arlington.
- New York Yankees: Los Ángeles y los Yankees han visto crecer su rivalidad a través de los años, sobre todo en varios playoffs. Por los últimos 20 años, los Angels fueron el único equipo en las mayores que tuvo récord ganador contra los Yankees, especialmente en 1998 cuando fueron los periodistas de New York consideraron que los Angels podrían ganarles en los juegos de Playoff de la Serie Divisional. Los Angels perdieron los playoffs que ganarían los Yankees ese año. Los Angels golpearon fuerte a los Yankees cuatro años más tarde en el año 2002 en la Serie de playoff por el campeonato de la Liga Americana, cuando ganaron y se encaminaron a la Serie Mundial contra San Francisco Giants. Irónicamente los Angels fueron llamados "Yankees del Oeste" debido a los sucesos que tenía el equipo, a los múltiples juegos entre ellos cuando los Angels estaban en la Liga del Pacífico y el viejo Wrigley Park en Los Ángeles durante los entrenamientos de pretemporada en la década de los 30, 40's y 50's. En esos años no había equipo de Ligas Mayores en el Oeste de Estados Unidos. Los Angels derrotaron a los Yankees en las series divisionales del 2002 3 juegos a 1, y en el 2005, 3 juegos a 2. En la serie de campeonato de la Liga Americana en el 2009, los Angels perdieron ante los Yankees 4 juegos a 2.

- Los Angeles Dodgers: La rivalidad con Los Angeles Dodgers ha sido referida como la serie del Freeway, por el sistema de freeway (vías rápidas), que llegan a la casa de ambos equipos. La rivalidad de la serie de Freeway se desarrolló debido a que ambos equipos tenían regiones similares de fanáticos, algo muy parecido a la desarrollada entre los fanáticos de Chicago Cubs y Chicago White Sox, "La rivalidad de la Ciudad de los Vientos" o entre New York Mets y New York Yankees conocida como "La Serie del Metro". (Subway).

## Palmarés
- Serie Mundial (1): 2002
- Liga Americana (1): 2002
- División Oeste AL (9): 1979, 1982, 1986, 2004, 2005, 2007, 2008, 2009, 2014